# Музиле ди Пиаве
Музѝле ди Пиа̀ве (на италиански: Musile di Piave; на венециански: Musil, Музил) е град и община в Северна Италия, провинция Венеция, регион Венето. Разположен е на 2 m надморска височина. Населението на общината е 11 618 души (към 2014 г.).